# Ale-Skövde landskommun
Ale-Skövde landskommun var en tidigare kommun i dåvarande Älvsborgs län.

## Administrativ historik
Kommunen bildades i Ale-Skövde socken i Ale härad i Västergötland när 1862 års kommunalförordningar trädde i kraft.
Vid kommunreformen 1952 uppgick den i Lödöse landskommun som 1971 uppgick i Lilla Edets kommun. 

## Politik

### Mandatfördelning i Ale-Skövde landskommun 1946
| 1 | 7 | 1 | 10 | 1 |

| 18 |